# Construccions de pedra seca X (el Vilosell)
Construccions de pedra seca X és una obra del Vilosell (Garrigues) inclosa a l'Inventari del Patrimoni Arquitectònic de Catalunya.

## Descripció
És una cabana de pastor encarada cap al nord-est. Està feta de pedres de grans dimensions, molt majors a les de la resta de la població gràcies a que es troba prop d'una cantera. Les pedres estan unides al sec, sense cap tipus d'argamassa. La coberta és una volta de pedra, actualment coberta de vegetació. L'entrada està al centre de la construcció i és allindada.